# تشبق لو (سفالغران)
تشبق لو (بالفارسية: چپق‌لو) هي منطقة سكنية تقع في إيران في قسم سفالغران الريفي. يقدر عدد سكانها بـ 419 نسمة .